# Lujza Orosz

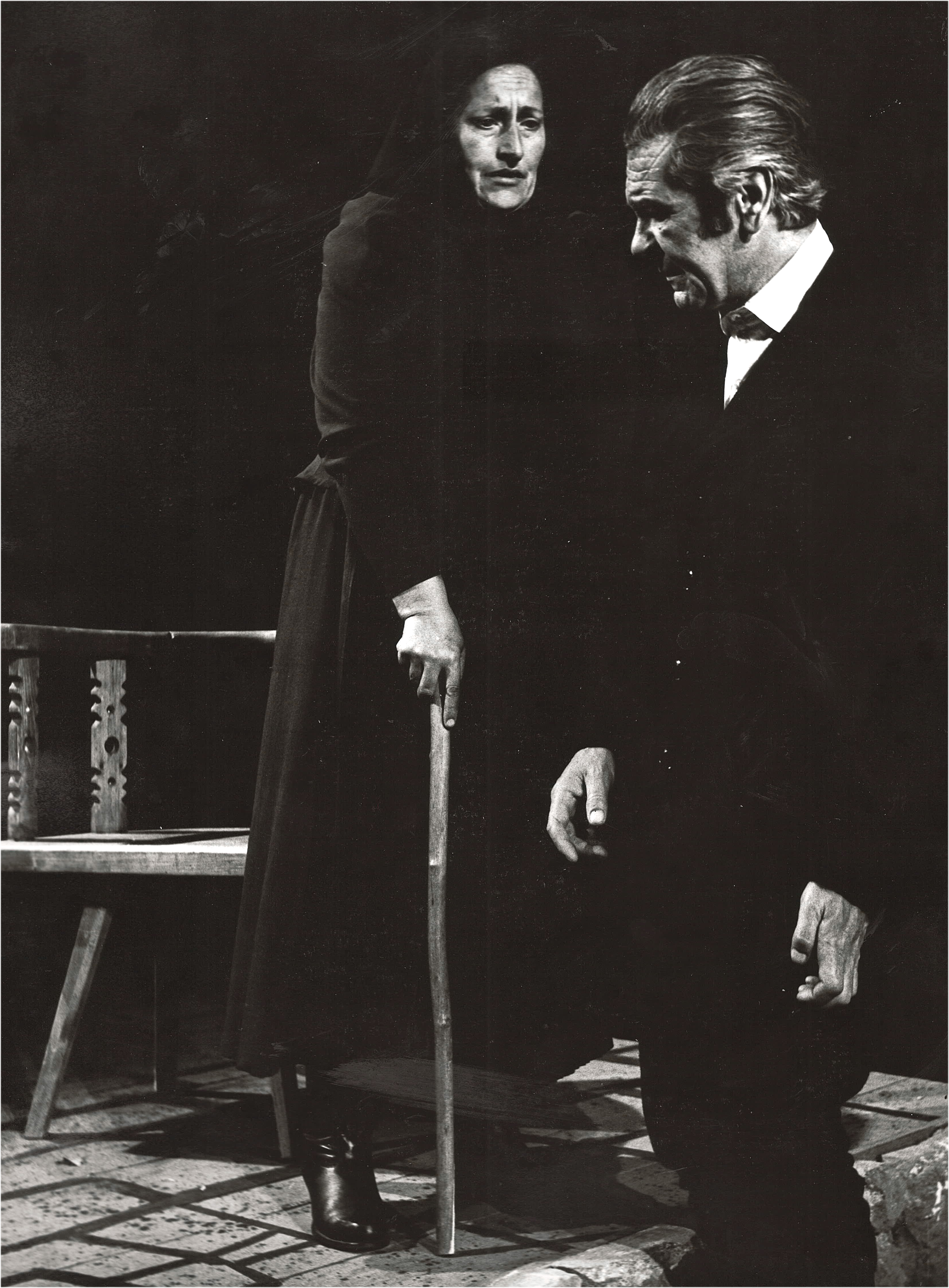
Lujza Orosz și Zoltán Vadász. Fotografie realizată de Ferenc Csomafay

Lujza Orosz (n. 4 decembrie 1926, Petenia⁠(d), Sălaj, România – d. 6 septembrie 2020, Cluj-Napoca, România) a fost o actriță maghiară din România, care a fost distinsă cu premiul Lili Poór⁠(d).

## Biografie
A absolvit studiile liceale la Șimleu Silvaniei și apoi, în urma unui concurs de căutare de talente, a fost admisă la specializarea teatru a Conservatorului Maghiar de Muzică și Artă Dramatică din Cluj (1946). A absolvit cursurile Institutului Maghiar de Artă din Cluj în 1950. A fost cooptată în 1948 ca actriță în trupa Teatrului Maghiar de Stat din Cluj și a jucat pe scena acestui teatru până în anul 1977. În acest timp, a lucrat la studioul în limba maghiară al postului regional Radio Cluj (din 1948), asistent universitar la Institutul de Teatru „Szentgyörgyi István” din Cluj (1950–1954), iar după mutarea secției maghiare a institutului la Târgu Mureș, a fost profesoară de tehnica vorbirii scenice⁠(d) la Conservatorul de Muzică din Cluj (1954–1957).
Rolurile ei principale au fost Gertrudis în Bánk bán⁠(d) (1954), Regina nopții în Csongor és Tünde⁠(d) (1947), văduva Baradlay în Fiii omului cu inima de piatră (1956), rol principal în piesa Zsuzsi a lui Lajos Barta (1957), Hekabé în Antigona (1959), Olga în Trei surori (1955), Hekabé în Troian Women (1967) de Gyula Illyés, după Euripide și Sartre, Tarnóczyné în piesa György Csávossy⁠(d) romanul lui Zsigmond Kemény „Văduva și fiica ” (1977).
În 1992 a devenit membră permanentă a Teatrului Maghiar de Stat din Cluj-Napoca și în acel an a primit Premiul Lili Poór⁠(d) al Societății Maghiare de Cultură din Transilvania⁠(d) (EMKE), iar în 1994 a primit un premiu pentru întreaga activitate la Festivalul Teatrelor Maghiare Transfrontaliere de la Kisvárda. Tot în 1994 a primit premiul Erzsébet⁠(d). În 2016 a primit premiul pentru întreaga carieră la Festivalul Internațional de Film Transilvania (TIFF).

## Distincții
- Ordinul Meritul Cultural clasa a III-a (6 noiembrie 1967) „cu prilejul împlinirii a 175 ani de existență a Teatrului maghiar din Cluj, [...] pentru merite deosebite în domeniul artei dramatice”[3]

## Filmografie
- Horizont (1971) – mama lui Karesz
- Madárkák (1971) – mama
- Makra (1972) – mama Makrăi
- Vifornița (1973) – Rafira, țărancă bătrână, mama lui Ștefu
- 141 perc a befejezetlen mondatból⁠(d) (1975) – doamna Rózsá (Rózsáné)
- Hajdúk (1975) – mama
- Legato (1978) – Franciska
- Urgia (1978) – Catrina Pavalache, soția lui Victor
- Szabadíts meg a gonosztól (1979) – doamna Blúz (Blúzné)
- Stop cadru la masă (1980) – madam Levac, soția lui Alecu Levac și mama lui Cuchi
- O lacrimă de fată (1980) – Iustina, fiica lui Crăciun, gazda Anei Draga
- Trandafirul galben (1982)
- Hidegrázás (film TV, 1994) – mama lui Szergej
- Kínai védelem (1999)
- Egyszer élünk (2000) – Mária néni